# Édith Bernardin
Pour les articles homonymes, voir Bernardin.
Édith Bernardin, née le 21 juillet 1903 à Vernaison et décédée le 15 août 1994 à Schiltigheim, est une bibliothécaire et historienne française.
Nommée à la Bibliothèque nationale et universitaire (BNU) de Strasbourg, elle dirige un service de l’Office des biens et intérêts privés (OBIP) à la Libération et supervise la restitution des livres que le régime nazi a spoliés en Alsace durant la Seconde Guerre mondiale.

## Biographie

### Origines
Édith Bernardin nait à Vernaison dans le département du Rhône, ses parents sont Isabelle Humbert et Henri Louis Bernardin, négociant et industriel en soieries.

### Études et parcours professionnel
Après avoir suivi des études littéraires à Paris et à Lyon, Édith Bernardin est nommée bibliothécaire à la Bibliothèque nationale et universitaire (BNU) de Strasbourg en 1928 où elle est titularisée. 

#### Coordinatrice de l’évacuation des collections de la BNU
L’avènement du nazisme en Allemagne et la montée des tensions en Europe dans les années 1930 amènent la BNU à préparer un plan de repli de ses personnels et collections vers le Massif central. L’évacuation est activée quelques jours avant l’éclatement de la Seconde Guerre mondiale : dès le 27 août 1939, Édith Bernardin est chargée d'organiser avec ses collègues Marie Kuhlmann et Serge Fischer la réception des fonds documentaires envoyés dans le Puy-de-Dôme. Les services repliés de la BNU et de l’université de Strasbourg sont accueillis au siège du rectorat de l’académie de Clermont-Ferrand. Durant tout le conflit, la bibliothécaire participe à l’activité de son institution pour assister les étudiants et chercheurs alsaciens également réfugiés.

#### Réorganisation de la BNU

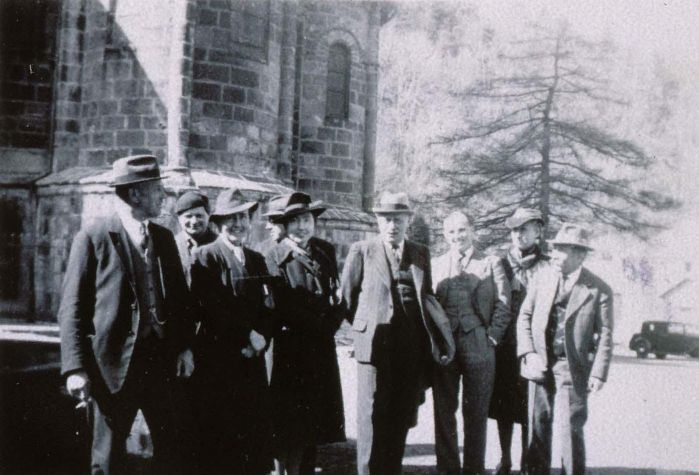
Édith Bernardin (au centre) aux côtés de Marie Kuhlmann et d'Ernest Wickersheimer lors des célébrations de Pâques à Orcival en 1940.

En 1945, Édith Bernardin revient à Strasbourg et prend part à la réorganisation de la BNU qui retrouve ses locaux évacués en 1939. Coordonnant le bureau strasbourgeois de l’Office des biens et intérêts privés (OBIP) à partir de 1947, elle est chargée de diriger le service de restitution des livres que les autorités nazies ont spoliés durant l’annexion de l’Alsace par le Reich. Sa mission est de procéder au tri des ouvrages que l'administration allemande de la bibliothèque a abandonnés trois ans plus tôt à la Libération de Strasbourg en 1944 puis d’en identifier les propriétaires légitimes. Elle est amenée à être en contact avec Jenny Delsaux, supervisant la sous-commission des livres au sein de la Commission de récupération artistique à Paris. Ainsi, 37 000 volumes sont restitués dès 1947 et plus de 200 000 livres ont été traités par l’OBIP de Strasbourg en février 1948 : 125 857 volumes sont alors resitués à leurs propriétaires et 56 300, attribués à des ayants-droit. Le service est à plusieurs reprises menacé de suppression pour des raisons budgétaires et Édith Bernardin se dit « harcelée pour mettre fin aux opérations de restitution ». Le tri de ces documents se poursuit jusqu’à la fermeture du bureau le 15 juin 1950.

#### Conservatrice en chef et directrice adjointe de la BNU
La bibliothécaire poursuit alors ses activités à la BNU et devient conservatrice en chef (1962-1973). Elle entreprend une thèse de doctorat en histoire intitulée Jean-Marie Roland, ministre de l’Intérieur. Essai sur l’Administration révolutionnaire, 1792-1793 qu’elle soutient en 1957.
Par un arrêté ministériel de 1962, elle est nommée ajointe de l’administrateur de la BNU Nobert Schuller, gravement malade et dont elle assure la suppléance. Dans les faits, elle a eu l’entière responsabilité de l’établissement jusqu’à sa retraite en 1973 durant laquelle elle poursuit ses recherches historiques sur l’état civil à Strasbourg durant la Révolution française.

### Vie privée
Édith Bernardin décède le 15 août 1994 à Schiltigheim dans le département du Bas-Rhin. Elle est inhumée à Lyon.

## Décorations
- Chevalier de la Légion d'honneur[3].
- Commandeur de l'ordre des Palmes académiques[3].
- Chevalier de l'ordre de l'Étoile de la solidarité italienne[11]